# Шаван-сюр-л’Этан
Шава́н-сюр-л’Эта́н (фр. Chavannes-sur-l'Étang) — коммуна на северо-востоке Франции в регионе Гранд-Эст (бывший Эльзас — Шампань — Арденны — Лотарингия), департамент Верхний Рейн, округ Альткирш, кантон Мазво. До марта 2015 года коммуна административно входила в состав упразднённого кантона Данмари (округ Альткирш).
Площадь коммуны — 6,04 км², население — 518 человек (2006) с выраженой тенденцией к росту: 666 человек (2012), плотность населения — 110,3 чел/км².

## Население
Численность населения коммуны в 2011 году составляла 645 человек, а в 2012 году — 666 человек.
| 1962 | 1968 | 1975 | 1982 | 1990 | 1999 | 2006 | 2011 | 2012 |
| ---- | ---- | ---- | ---- | ---- | ---- | ---- | ---- | ---- |
| 334  | 340  | 314  | 342  | 374  | 436  | 518  | 645  | 666  |

Динамика населения:

## Экономика
В 2010 году из 393 человек трудоспособного возраста (от 15 до 64 лет) 308 были экономически активными, 85 — неактивными (показатель активности 78,4 %, в 1999 году — 68,1 %). Из 308 активных трудоспособных жителей работали 279 человек (154 мужчины и 125 женщин), 29 числились безработными (14 мужчин и 15 женщин). Среди 85 трудоспособных неактивных граждан 34 были учениками либо студентами, 31 — пенсионерами, а ещё 20 — были неактивны в силу других причин.
На протяжении 2011 года в коммуне числилось 242 облагаемых налогом домохозяйства, в которых проживало 637,5 человек. При этом медиана доходов составила 21386 евро на одного налогоплательщика.

## Достопримечательности (фотогалерея)

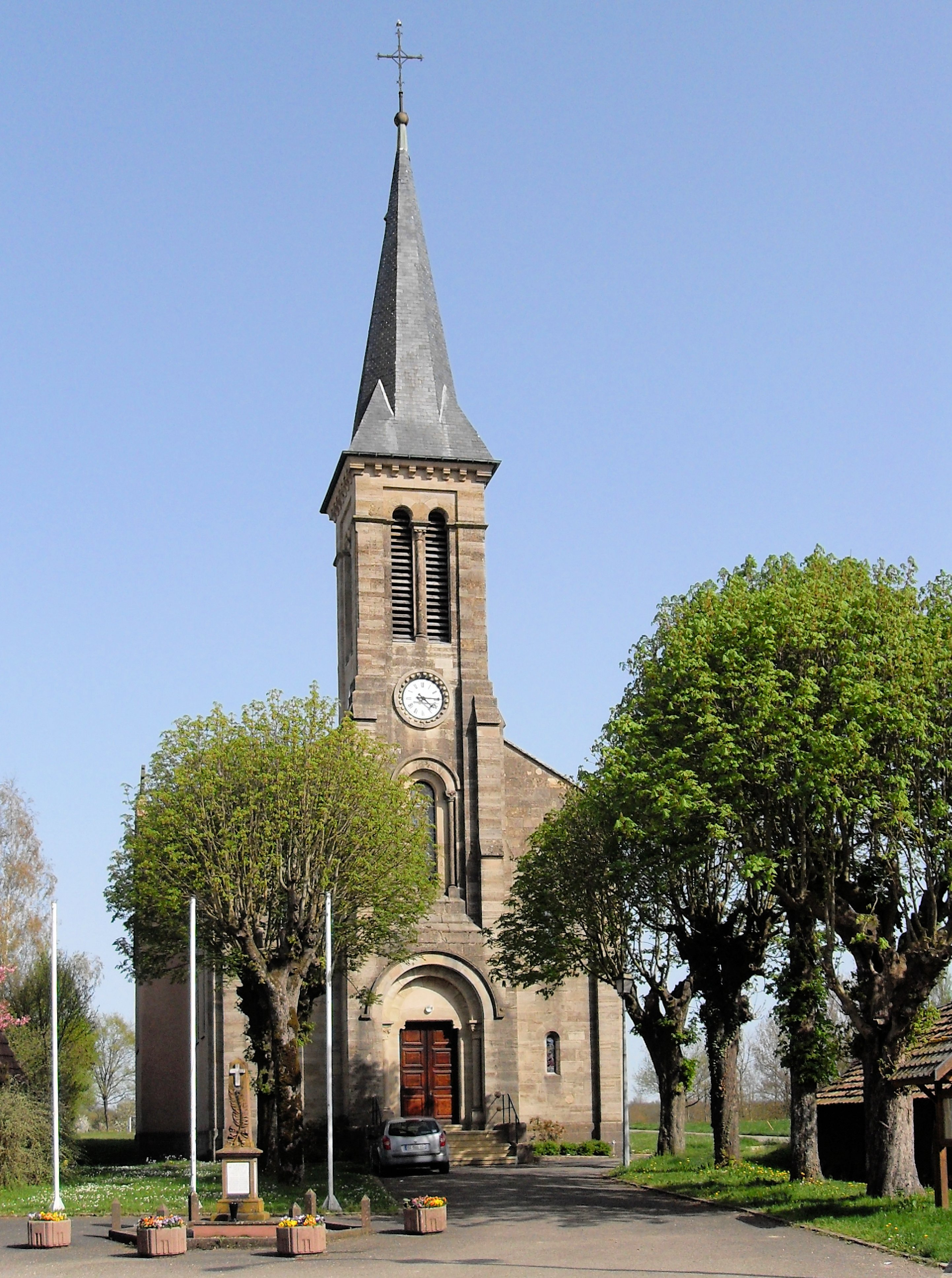
Церковь
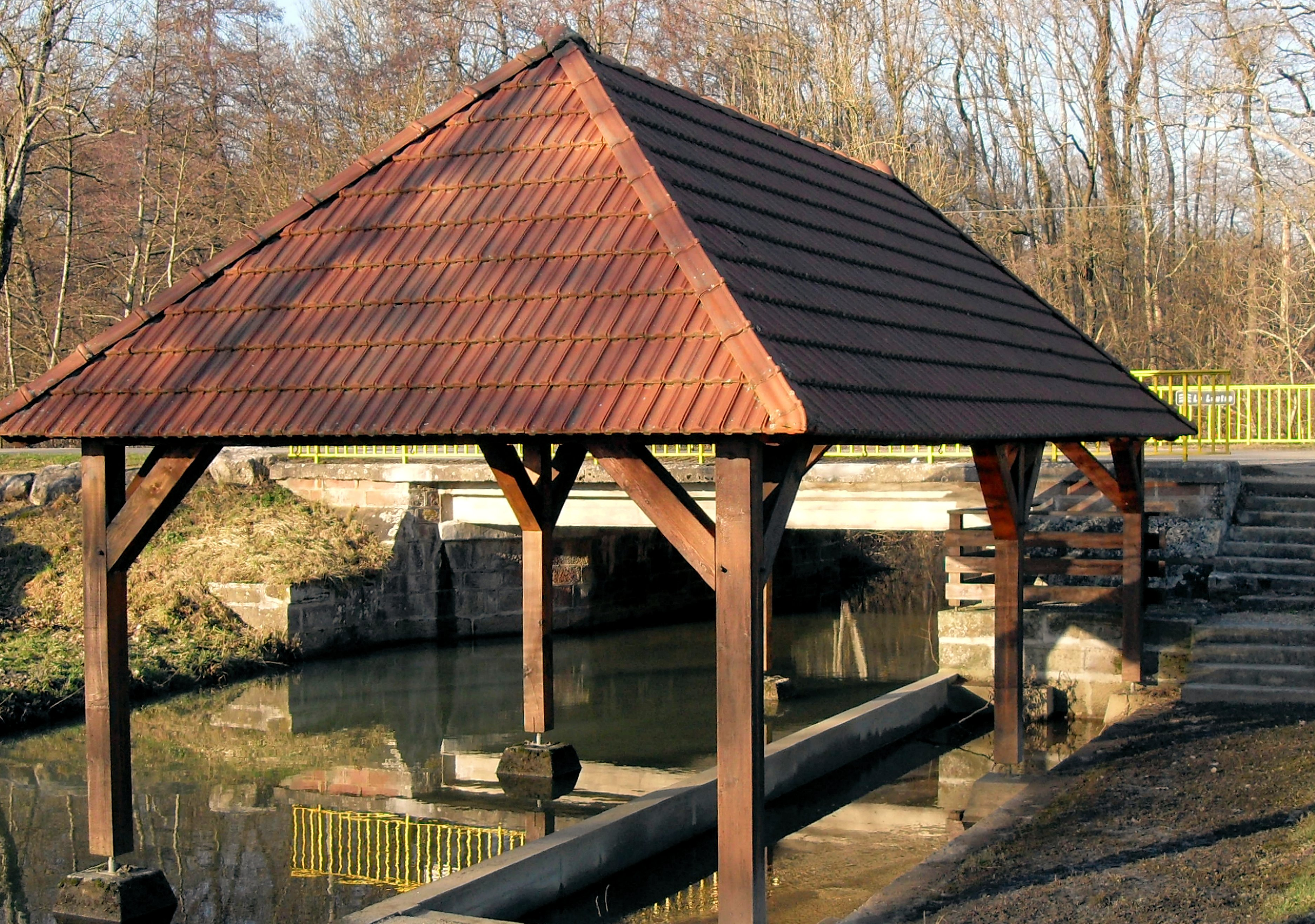
Лавуар